# Домазос, Мимис
Димитрис «Мимис» Домазос (греч. Δημήτρης "Μίμης" Δομάζος; 22 января 1942, Афины — 24 января 2025, Афины) — греческий футболист, полузащитник. Он считается одним из лучших футболистов Греции.

## Карьера

### Клубная карьера
Во взрослом футболе дебютировал в 1959 году выступлениями за команду клуба «Панатинаикос», в которой провел девятнадцать сезонов, приняв участие в 498 матчах. Большинство времени, проведенного в составе «Панатинаикоса», являлся основным игроком команды. За это время девять раз боролся за титул чемпиона Греции. В 1971 году помог команде пробиться в финал Кубка европейских чемпионов, в котором греки уступили возглавляемому Ринусом Михелсом аместердамскому «Аяксу».
В течение 1978—1979 годов защищал цвета команды клуба АЭК. По результатам того сезона добавил в список своих трофеев ещё один титул чемпиона Греции, на этот раз в составе АЕК.
Завершил профессиональную игровую карьеру в «Панатинаикосе», в составе которого провел 12 игр в 1980 году.

### Карьера в сборной
Домазос дебютировал в составе сборной Греции 2 декабря 1959 года в матче против Дании. Его последний матч состоялся 11 ноября 1980 года на том же стадионе в товарищеском матче против Австралии, завершившемся вничью, в котором он был отмечен за многолетний вклад в национальную команду и греческий футбол в целом. В этом матче он забил свой последний гол, что делает его самым возрастным игроком, когда-либо забивавшим за сборную Греции, поскольку менее чем через три месяца ему исполнилось 39 лет. Все эти годы он был капитаном национальной команды. В общей сложности он провёл за неё 50 матчей и забил четыре гола.

### Смерть
22 января 2025 года, в день своего 83-летия, Домазос был госпитализирован в одну из больниц Афин в критическом состоянии после перенесённого сердечного приступа. Скончался 24 января 2025 года в возрасте 83 лет.